# Гірчини
Гірчини — річка в Україні, у Немирівському районі Вінницької області, права притока Пилипчихи (басейн Південного Бугу).

## Опис
Довжина річки 6 км. Формується з багатьох безіменних струмків та водойм.

## Розташування
Бере початок у селі Рубань. Тече переважно на південний схід через Данилки і біля села Будки впадає у Пилипчиху, ліву притоку Усті.